# Fedde le Grand
Fedde le Grand (ur. 7 września 1977 w Utrechcie) – holenderski DJ i producent muzyczny. Założyciel wytwórni Flamingo Recordings. 
Ogromną popularność zyskał dzięki hitowi "Put Your Hands Up 4 Detroit", który znajdował się na szczytach list przebojów w 2006 roku.
Jego brzmienia z biegiem czasu ewoluowały z dance i techno w progressive house, electro i tech house.

## Dyskografia

### Albumy
- 2007: Sessions
- 2009: Output

### Single
- 2004: Las Vegas
- 2005: Get This Feeling
- 2005: I Miss You
- 2006: Put Your Hands Up for Detroit
- 2006: Just Trippin' (gościnnie: MC Gee)
- 2007: The Creeps" (gościnnie: Camille Jones)
- 2007: Let Me Think About It (gościnnie: Ida Corr)
- 2007: Wheels in Motion (oraz Funkerman)
- 2007: 3 Minutes to Explain" (oraz Funkerman)
- 2008: Get This Feeling
- 2009: Scared of Me (gościnnie: Mitch Crown)
- 2009: Let Me Be Real
- 2010: Back & Forth
- 2010: New Life (oraz Funkerman i Danny P-Jazz)
- 2010: Rockin' High
- 2011: Autosave (oraz Patric La Funk)
- 2011: Running (oraz Sultan + Ned Shepard)
- 2011: Metrum
- 2011: Freaky (oraz Nicky Romero)
- 2011: So Much Love
- 2012: Turn It (oraz Deniz Koyu i Johan Wedel)
- 2012: Sparks (oraz Nicky Romero; gościnnie: Matthew Koma)
- 2012: RAW
- 2013: Where We Belong (oraz DI-RECT)
- 2013: Long Way from Home (oraz Sultan + Ned Shepard)
- 2013: Rockin N' Rollin
- 2013: No Good (oraz Sultan + Ned Shepard)
- 2013: Lion (oraz Michael Calfan)
- 2013: Don't Give Up
- 2014: You Got This
- 2015: Robotic
- 2015: Take Me Home
- 2016: Give Me Some (oraz Merk & Kremont)

### Remiksy
- 2004: Anita Kelsey - Every Kiss (Fedde Le Grand Remix)
- 2005: Funkerman & RAF - Rule The Night (Fedde Le Grand Remix)
- 2005: Erick E - Boogie Down (Fedde Le Grand Remix)
- 2005: Funkerman - The One (Fedde Le Grand Remix)
- 2006: Camille Jones - The Creeps (Fedde Le Grand Remix)
- 2006: Erick E feat. Gina J - Boogie Down (Fedde Le Grand Remix)
- 2006: Freeform Five - No More Conversations (Fedde Le Grand Remix)
- 2006: Olav Basoski feat. MC Spyder - Like Dis  (Fedde Le Grand Remix)
- 2006: Erick E - The Beat Is Rockin' (Fedde Le Grand Remix)
- 2006: Sharam - PATT  (Fedde Le Grand Remix)
- 2007: Ida Corr - Let Me Think About It (Fedde Le Grand Remix)
- 2007: The Factory - Couldn't Love You More (Fedde Le Grand Remix)
- 2007: Robbie Williams - King Of Bongo (Fedde Le Grand Remix)
- 2007: Samim - Heater (Fedde Le Grand Remix)
- 2008: Martin Solveig - C'est la Vie (Fedde Le Grand Remix)
- 2008: Madonna - Give It 2 Me (Fedde Le Grand Remix)
- 2008: Stereo MCs - Black Gold (Fedde Le Grand Remix)
- 2010: Benny Benassi - Spaceship (Fedde Le Grand Remix)
- 2011: Coldplay - Paradise (Fedde Le Grand Remix)
- 2012: Digitalism - Zdarlight (Fedde Le Grand & Deniz Koyu Remix)
- 2013: Nikki Williams - Glowing (Fedde Le Grand Remix)
- 2013: Timefiles - I Choose You (Fedde Le Grand Remix)
- 2014: Shakira feat. Rihanna - Can't Remember to Forget You (Fedde Le Grand Remix)
- 2014: Michael Jackson & Justin Timberlake - Love Never Fells So Good (Fedde Le Grand Remix)
- 2014: Fedde Le Grand vs. Chocolate Puma - You Got to Step Back (Fedde Le Grand Mashup)
- 2014: Mary Lambert - Secrets (Fedde Le Grand Remix)
- 2014: Naughty Boy feat. Sam Romans - Home (Fedde Le Grand Remix)
- 2014: Nicky Romero & Vicetone - Let Me Feel (Fedde Le Grand Remix)
- 2015: Faithless - Insomnia 2.0 (Fedde le Grand Remix)